# Żubrowo
Żubrowo (biał. Зубрава; ros. Зуброво) – wieś na Białorusi, w obwodzie grodzieńskim, w rejonie szczuczyńskim.
W latach 1921–1939 ówczesny zaścianek należał do gminy Berszty, w powiecie grodzieńskim województwa białostockiego.
Według Powszechnego Spisu Ludności z 1921 roku ówcześnie zaścianek zamieszkiwało 27 osób, wśród których 10 było wyznania rzymskokatolickiego, a 17 prawosławnego. Jednocześnie 10 mieszkańców deklarowało polską przynależność narodową, a 17 białoruską. Były tu 4 budynki mieszkalne.